# Rogatka (szczyt)
Rogatka (niem. Hornig-Berg, 490 m n.p.m.) – wzniesienie w północno-zachodniej części Północnego Grzbietu Gór Kaczawskich, w Sudetach Zachodnich, pomiędzy masywem Okola a Skałą.
Zbudowana ze staropaleozoicznych skał metamorficznych – zieleńców i łupków zieleńcowych – oraz fyllitów i łupków serycytowo-chlorytowo-kwarcowych, należących do metamorfiku kaczawskiego. Znajdują się tu zagajniki, pola i łąki.